# Famicom Disk System

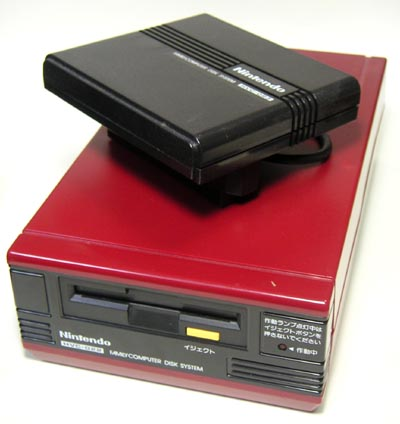
Famicom Disk System

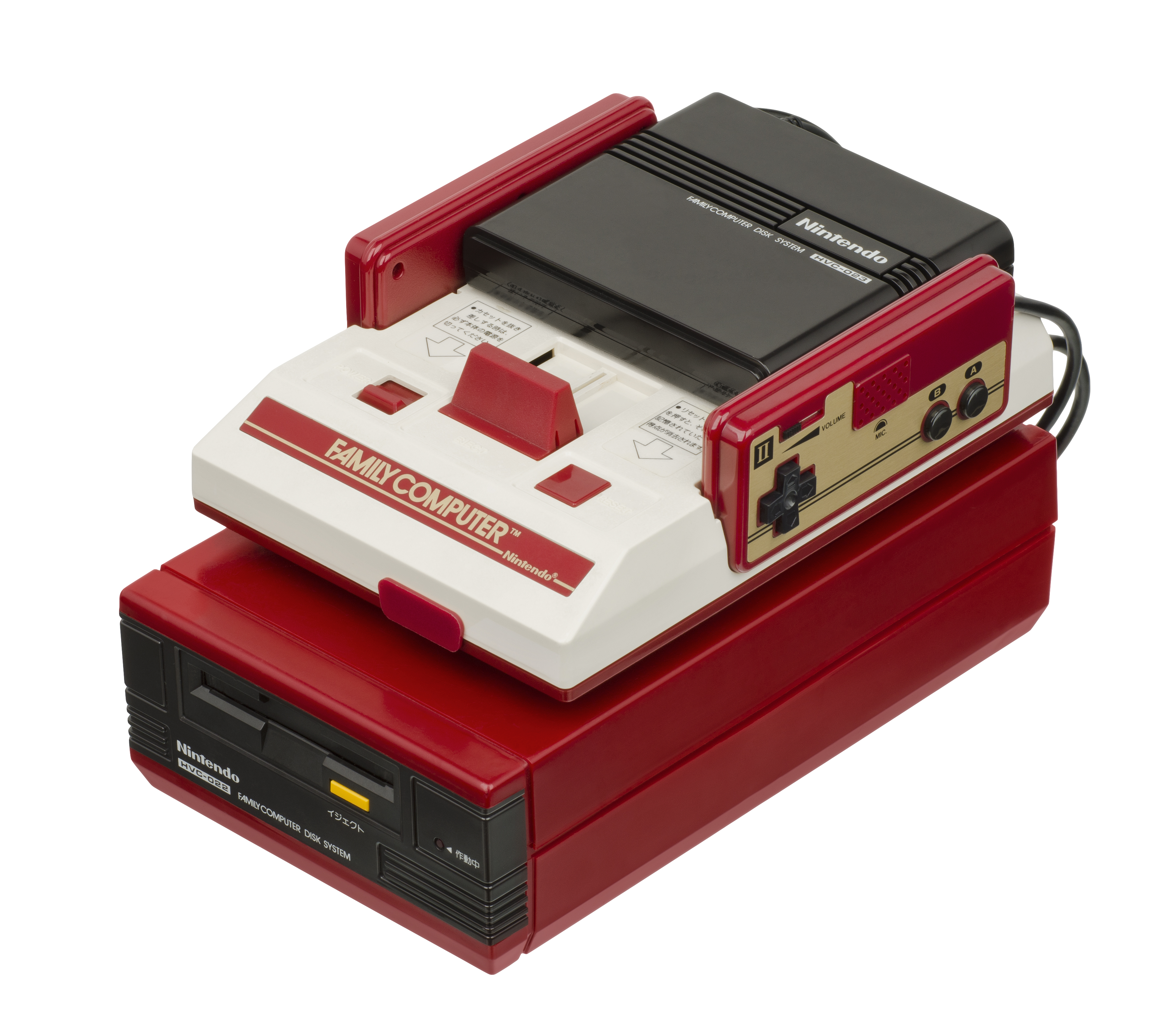
Aangesloten op een Famicom

Famicom Disk System is een randapparaat voor de in Japan populaire Family Computer console, de Famicom. Het diskettestation is op 21 februari 1986 door Nintendo uitgebracht. Wereldwijd zijn er circa 4,5 miljoen exemplaren verkocht.
Het randapparaat werd aangekondigd voor Noord-Amerika, maar is nooit uitgebracht. In Japan bracht Sharp de zogeheten "Twin Famicom" uit, een samensmelting van het Disk System en de Famicom.

## Beschrijving
Het apparaat werd aangesloten door middel van een cartridge, genaamd de RAM-adapter. Deze RAM-adapter heeft 32 kB werkgeheugen voor tijdelijke opslag van programmacodes en 8 kB geheugen voor tiles en sprites. De diskettes zijn dubbelzijdig met een opslagruimte van 64 kB per zijde. Veel spelletjes gebruiken beide zijdes en daardoor moet de speler de diskette omdraaien tijdens het spel. Sommige grote spelletjes gebruiken zelfs twee floppydisks.
De diskettes konden veel goedkoper geproduceerd worden. Een diskette kostte drieduizend en een spelcartridge vijfduizend yen. Door die lage prijs ontwikkelden vele bedrijven spelletjes voor het Disk System.
Daarnaast bood Nintendo ook een zogeheten "Disk Writer", dat was een machine waar men voor slechts vijfhonderd yen een spel kon laten schrijven op een lege disk die slechts tweeduizend yen kostte. Dit was veel goedkoper dan de cartridges die tussen de vijf- en zevenduizend yen kostten.

## Bekende spellen
Een selectie van bekende spellen die voor de Famicom Disk System zijn verschenen:
- Akumajō Dracula (Castlevania)
- Dracula II: Noroi no Fūin (Castlevania II: Simon's Quest)
- Yume Kōjō: Doki Doki Panic
- Excitebike
- Hikari Shinwa: Parutena no Kagami (Kid Icarus)
- Metroid
- Super Mario Bros.
- Zelda no Densetsu (The Legend of Zelda)
- Rinku no Bōken (Zelda II: The Adventure of Link)

## Galerij

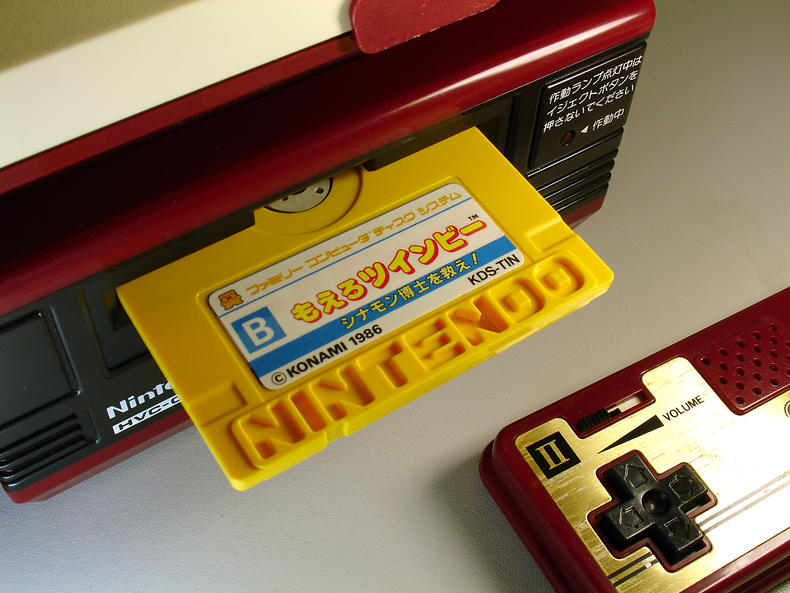
Een spel in het diskettestation
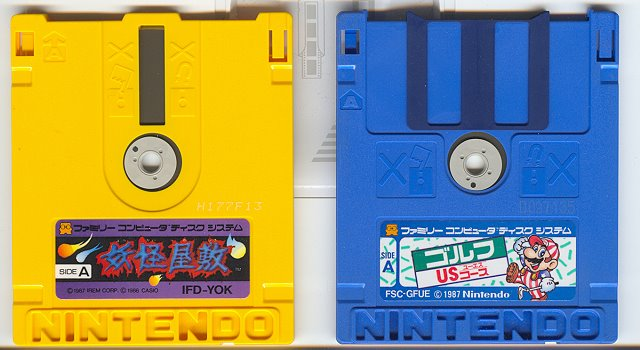
Famicomdisks